# Psilotopsida
Psilotopsida is een klasse van primitieve varenachtige planten, waartoe onder andere de in België en Nederland voorkomende gewone addertong en de gelobde maanvaren behoren.

## Kenmerken
Psilotopsida zijn planten zonder bloemen die zich verspreiden door middel van sporen, wat ze gemeen hebben met de andere varens, paardenstaarten en wolfsklauwen.
Gemeenschappelijke kenmerken voor deze groep zijn de reductie van het wortelstelsel (bij de Psilotales ontbreken de wortels zelfs volledig), de ondergrondse gametofyten, die geen fotosynthese vertonen maar mycoheterotroof zijn, en de sporendoosjes die adaxiaal geplaatst zijn (naar de hoofdas gericht, in tegenstelling tot de meeste varens die de sporen aan de onderzijde van het blad dragen), en die een wand met meerdere cellagen bezitten.

## Taxonomie
De klasse omvat twee ordes, de Ophioglossales en de Psilotales, elk met één familie, respectievelijk de Ophioglossaceae en de Psilotaceae. De verwantschap tussen deze groepen is lange tijd onduidelijk geweest en is slechts na recente onderzoek van de DNA-nucleotidesequentie bevestigd. Daaruit blijkt ook dat de Psilotopsida de zustergroep is van alle andere varens, de Marattiaceae en de Equisetaceae (paardenstaartfamilie) inbegrepen.
- Klasse: Psilotopsida
  - Orde: Ophioglossales
    - Familie: Ophioglossaceae

  - Orde: Psilotales
    - Familie: Psilotaceae